# Rozkopane, Pohrebîșce
Rozkopane (în ucraineană Розкопане) este localitatea de reședință a comunei Rozkopane din raionul Pohrebîșce, regiunea Vinnița, Ucraina.

## Demografie
Componența lingvistică a localității Rozkopane
     Ucraineană (98,7%)
     Rusă (1,07%)
     Alte limbi (0,24%)
Conform recensământului din 2001, majoritatea populației localității Rozkopane era vorbitoare de ucraineană (98,7%), existând în minoritate și vorbitori de rusă (1,07%).